# 路易斯·塔鲁克
路易斯·塔鲁克（英語：Luis Mangalus Taruc，1913年6月21日—2005年5月4日），是菲律宾的政治人物，菲律宾社会党、虎克军的领导人，二战期间在菲律宾组建统一战线，领导开展抗日游击战。